# Roman graphique
Ne doit pas être confondu avec Visual novel.

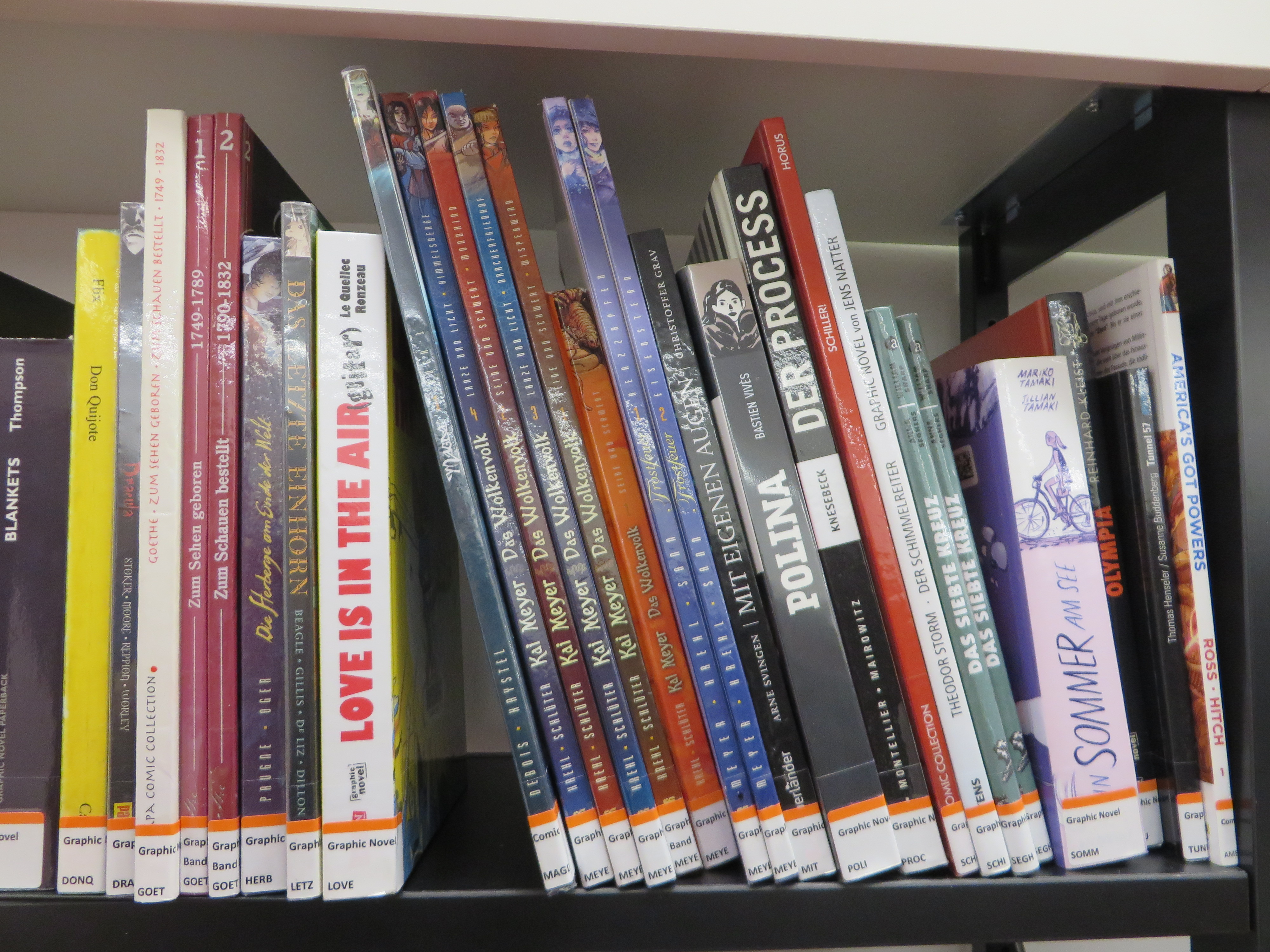
Étagère de romans graphiques dans une bibliothèque allemande

Un roman graphique, de l'anglais graphic novel, aussi appelé bande dessinée romanesque, est généralement une bande dessinée longue, plutôt sérieuse et ambitieuse, contenant des personnages aux psychologies complexes, destinée à un lectorat adulte, et publiée sous forme d'albums. Ce genre cherche à sortir du divertissement pur. L'expression est également utilisée pour des bandes dessinées jeunesse longues, pour caractériser a posteriori des œuvres antérieures qui n'étaient pas rattachées à la bande dessinée, comme les romans en gravures sur bois ou, dans le monde anglophone, pour tout recueil album d'histoires antérieurement parues en comic book.
Apparue dans les années 1960, l'expression a été popularisée à la fin des années 1970 par l'Américain Will Eisner à l'occasion de la sortie d'Un contrat avec Dieu, un long recueil en noir et blanc d'histoires sociales publié directement en album dont les pages mêlaient texte et dessin très librement. Cette qualification a été reprise par les éditeurs américains qui y ont vu un moyen de parvenir à vendre des bandes dessinées à un public plus large. Au même moment, de nombreux éditeurs francophones ont associé le terme « roman » à des collections de bande dessinée destinées à un public adulte.
Assez floue, l'expression « roman graphique » peut donc désigner selon les cas un type de mise en page, un genre de bande dessinée ou un format de publication. Dans tous les cas, il s'agit d'une expression utilisée pour légitimer la bande dessinée et l'éloigner du caractère infantile associé à sa dénomination courante afin de « séduire un public (et des médias) qui n’avaient pas nécessairement l’habitude de considérer la bande dessinée comme une littérature à part entière ».
Le roman graphique connaît un succès commercial avéré et grandissant depuis les années 2010.

## Expression inventée pour légitimer la bande dessinée
L'appellation « roman graphique » (graphic novel) est apparue aux États-Unis dans les années 1960, d'abord sous la plume du critique américain Richard Kyle, en 1964 puis et s'est popularisée dans les années 1980. Cette expression est aujourd'hui souvent utilisée pour éviter la connotation enfantine et divertissante de « bande dessinée », particulièrement dans les pays où celle-ci est appelée « comics ». Alors que les bandes dessinées traditionnelles avaient du mal à être vendues en librairie généraliste, la création de cette nouvelle catégorie leur a permis de s'y installer. De même, les médias occidentaux ont contribué à populariser les « romans graphiques » en utilisant ce terme préférentiellement à celui de « bande dessinée ». Le chercheur, Thierry Groensteen étudie ce phénomène de légitimation dans son ouvrage Un objet culturel non identifié. Il y affirme que l'expression de « roman graphique » éloigne la bande dessinée de la connotation enfantine et vulgaire dont elle souffre. Cette nouvelle appellation lui permettrait donc de pouvoir prétendre entrer dans la « Grand Culture ».
Ces romans graphiques peuvent être fictionnels ou non, en noir et blanc ou en couleur, de pagination variable, bien que dépassant souvent les standards locaux (44 à 48 pages pour la bande dessinée franco-belge, une trentaine de pages pour le comic book américain). Ils n'appartiennent généralement pas à un genre de bande dessinée précis, sinon celui appelé par défaut « roman graphique », ni ne fonctionnent en séries, bien qu'un roman graphique puisse être découpé en plusieurs volumes ou, parfois, donner lieu à une suite. De manière encore plus large, aux États-Unis, ce terme tend à désigner un simple format : toute bande dessinée publiée en un volume épais hors du circuit traditionnel des comic books. Le caractère flou de ce terme a conduit certains auteurs à le moquer ou à le rejeter pour l'hypocrisie qu'il peut induire.
L'association de la bande dessinée à la littérature est cependant plus ancienne que le « roman graphique » puisque, dès l'entre-deux-guerres, Frans Masereel qualifiait ses histoires de « romans sans paroles » — en anglais, le genre est né dans les années 1920 et se dit wordless novel en anglais et roman en gravures en français.
Dans le domaine francophone, Casterman a créé la collection « Les romans (À suivre) » en 1978 et Dargaud « B.D. Roman » en 1980 avant que l'expression « roman graphique » commence à s'imposer à la fin des années 1980 et se développe, notamment dans les années 1990, dans la bande dessinée indépendante, grâce à des structures comme l'Association, Cornelius, Ego comme X ou La Cinquième Couche, qui souhaitent renouveler les formats et ouvrir le champ de la bande dessinée, puis dans le cadre de la quête de légitimité littéraire de la bande dessinée.

## Critiques
L'usage du terme roman graphique suscite des débats parmi les spécialistes et les créateurs de bande dessinée. Certains considèrent qu'il s'agit d'un simple outil marketing visant à donner une légitimité littéraire et artistique à un médium déjà riche et varié. On lui reproche également d'établir une distinction artificielle entre la bande dessinée dite « populaire » et des œuvres perçues comme plus ambitieuses, alors que la diversité de styles et de récits a toujours existé dans la bande dessinée. Thierry Groensteen écrit ainsi qu'elle « présente un grave inconvénient : celui de jeter un discrédit implicite sur toute forme de bande dessinée qui ne relèverait pas du roman graphique [...]. ».
Ces critiques se retrouvent chez des auteurs tels que Art Spiegelman, pourtant souvent cité comme une figure majeure du roman graphique : « On m’appelle le père du roman graphique moderne. Si c’est vrai, je réclame une analyse de sang. ». Elles sont aussi reprises par Denis Bajram qui y ajoute un commentaire sur l’ambiguïté du label : « Aujourd’hui, “BD”, “bédé” et même “Bande Dessinée” semblent toujours imprononçables sans mépris par beaucoup trop de commentateurs. En général, ce sont les mêmes qui auront un usage aussi flou que ridicule du mot “roman graphique”. ».

## Panorama historique mondial
Dès 1894 Caran d'Ache, dans une lettre au Figaro, écrivait : 

« Il est notoire que tous les romans parus depuis Jésus-Christ sont bâtis d’une façon uniforme quant à l’aspect extérieur et en plus tous sont écrits. Eh bien, moi, j’ai l’idée d’y apporter une innovation que je crois de nature à intéresser vivement le public ! Et c’est ? Mais tout simplement de créer un genre nouveau : le roman dessiné. »

Le projet resta inachevé mais le Musée de la bande dessinée a publié le manuscrit de Maestro en mai 1999.
Durant l'entre-deux-guerres, Frans Masereel, Otto Nückel (Destin) et Lynd Ward inventent des récits sans mots, constituant uniquement une suite d'images, en général des bois gravés. Masereel appelle cela des « romans sans parole », et Nückel une « histoire en images ».

### Amériques

#### Argentine
Une des conceptions du roman graphique place son origine en Argentine, où, dans les années 1950 et 1960, il y avait des auteurs tels que Hugo Pratt ou Hector Germán Oesterheld, Alberto Breccia ou Carlos Trillo. Oesterheld publie, entre 1957 et 1959, ce qui pour certains est considéré comme la première bande dessinée qui possède toutes les caractéristiques pour être nommé « roman graphique » : El Eternauta.

#### États-Unis

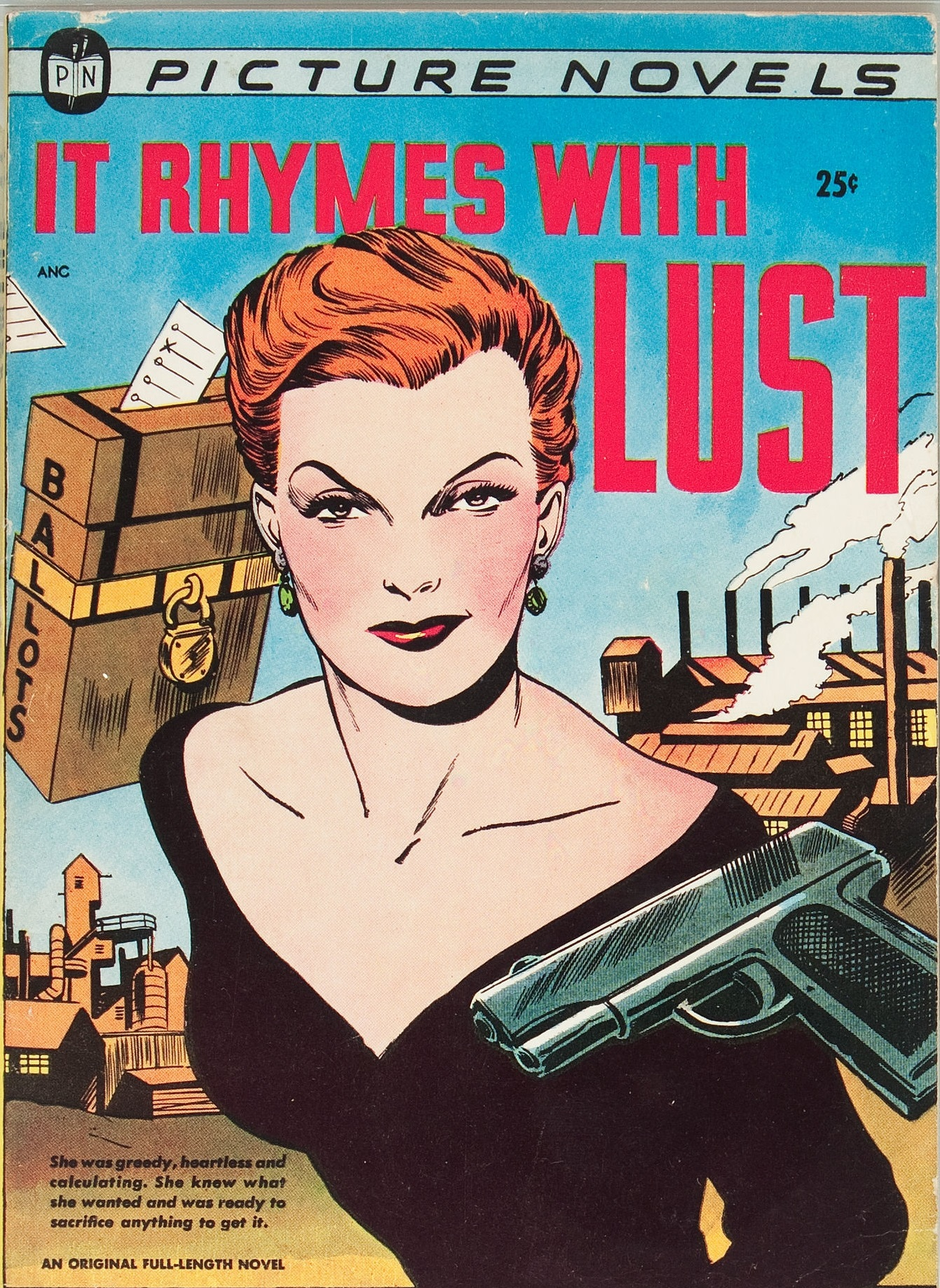
It Rhymes with Lust, 1950

Aux États-Unis, le terme « graphic novel » désigne à l'origine les bandes dessinées nord-américaines destinées à un autre lectorat que les magazines publiés dans les stands. Un contrat avec Dieu (A Contract With God, 1978) de Will Eisner, est considéré comme l'un des tout premiers graphic novels anglo-saxons. Des auteurs comme Dave McKean, Frank Miller ou Neil Gaiman sont des auteurs qui publient couramment des romans graphiques.
Pour certains[Qui ?], le terme ne concerne pas les séries publiées dans un premier temps en épisodes bien que d'autres disent que la prépublication est dans la droite ligne des romanciers du XIXe siècle comme Charles Dickens, qui furent d'abord publiés en feuilleton dans les journaux puis en roman.
L'expression graphic novel est actuellement utilisée aux États-Unis pour éliminer la connotation enfantine et humoristique des termes comic et comic book. De même, en français, le terme « bande dessinée » est utilisé par plusieurs historiens[Qui ?] pour désigner certaines œuvres anglo-saxonnes, afin de distinguer les travaux dits sérieux des autres.
Ainsi, bien qu'à l'origine il s'agissait d'une seule histoire, on retrouve actuellement des compilations appelées TPB (Trade paperbacks regroupant plusieurs épisodes d'une même série), des anthologies, et même des compilations regroupant plusieurs auteurs et dessinateurs. Bien souvent les histoires sont maintenant conçues pour s'étaler sur plusieurs numéros afin de constituer une histoire unique dans le trade paperback, ce terme étant le plus employé.

#### Québec
Le roman graphique dans la province canadienne du Québec possède une grande popularité. Ceci s’explique notamment par un fort courant identitaire présent dans ces œuvres, courant qui a notamment été popularisé par des récits autobiographiques comme ceux de Michel Rabagliati et sa série Paul dans les années 2000. Ce dernier déclare d’ailleurs à propos du roman graphique qu’il s’agit d’un genre qui « fait florès ». Depuis, une véritable explosion de publications est survenue dans les librairies québécoises au niveau de ce type de livres. Il faut préciser que du fait de sa position géographique, cette province francophone de 8 millions d’habitants entourée de plus de 350 millions d’anglophones (populations canadienne et américaine combinées,). Comme le qualifiait Rawi Hage : « ils [les francophones] vivent sur une île dans une mer d’anglophones ». Cette isolation sur le plan linguistique a donc favorisé la montée de mouvements identitaires récupérés dans les romans graphiques au début du XXIe siècle.
Au Québec, les romans graphiques ont aussi permis aux illustrés québécois de se découvrir une renommée internationale et ainsi de faire connaître ses œuvres au sein d’un marché dominé en grande partie par une production étrangère. Avant la popularisation de ces derniers, de nombreuses publications comme le magazine Hérauts ou des albums de héros québécois comme « capitaine kébec » ne sont souvent pas de taille face à la présence américaine ou européenne. D’ailleurs, on a souvent comparé la qualité de la production des bandes dessinées québécoise à ses homologues franco-belges, surtout au niveau de la présentation matérielle. Certains en concluent donc que la popularisation de l’illustré québécois, à travers les romans graphiques, puisqu’ils ont réussi à se distinguer des bandes dessinées étrangères.

### Asie

#### Chine
Pingru Rao a produit un roman graphique ayant rencontré un franc succès en raison de la notoriété de l'auteur et des thèmes abordés.

### Europe
L'un des premiers romans graphiques européens est sans doute Fils de Chine de Lécureux et Gillon, prépublié dans Vaillant entre 1950 et 1955.
Mais c'est avec la publication de Barbarella de Jean-Claude Forest (1962-64) en France, et surtout des récits de Hugo Pratt en Italie, notamment La Ballade de la mer salée (1967-1969), que le roman graphique a considérablement participé à la transformation de la bande dessinée en Europe.

#### Allemagne
Bien qu'il ait été écrit en France, signalons le roman graphique de Charlotte Salomon, Vie ? ou Théâtre ?.

#### Belgique
On considère le Belge Frans Masereel comme un des précurseurs du genre.

#### France
En France plusieurs éditeurs  innovent : couverture souple, choix du noir et blanc, formats inhabituels et affranchissement des normes de pagination habituelles (l'album cartonné d'environ 50 pages). Casterman publie une collection sous le simple titre « les romans (À suivre) ». Parmi les autres il faut mentionner Ici Même, un roman graphique en noir et blanc de 163 planches en onze chapitres, scénarisé par Jean-Claude Forest et dessiné par Jacques Tardi, prépublié dans (À SUIVRE) en 1978 et édité chez Casterman en 1979.
Au début des années '90, les éditeurs de bande dessinée indépendante publient des œuvres d'auteurs dans de nouveaux formats: L'Ascension du Haut Mal de David B., Livret de Phamille de Jean-Christophe Menu, à L'Association; Robert Crumb ou Lewis Trondheim chez Cornelius; Le Journal de Fabrice Neaud chez Ego comme X, notamment. Chez d'autres éditeurs, s'ajoutent également d'autres collections innovatrices : Roman BD chez Dargaud, Encrages chez Delcourt, Tohu Bohu chez Les Humanoïdes associés, Romans graphiques au Seuil, Denoël graphique chez Denoël.
Au début des années 2000, Persepolis, de Marjane Satrapi, connaît un succès énorme et participe à la popularisation du roman graphique. Dans les années 2010 et 2020, le succès de la série L'Arabe du futur, de Riad Sattouf, produit le même effet quelques années plus tard.
D'un graphisme plus radical, certaines de ces créations ne font plus appel à la structure traditionnelle de la bande dessinée (planche divisée en cases contenant des phylactères) et donnent parfois une part plus importante au texte. Les dernières décennies ont vu l'affirmation du succès de bandes dessinées destinées aux adultes, abordant des thèmes nouveaux (intimistes, biographiques, familiaux, politiques, sociaux) et développant des intrigues complexes et des personnages au comportement parfois ambigu.
Une autre forme relève davantage de la littérature et de la peinture :
- Raymond Queneau, Pictogrammes, 1928
- Gabriel Pomerand, Saint Ghetto des Prés, Paris, OLB, 1950
- Isidore Isou, Sodome et Gomorrhe (in Les journaux des Dieux), Lausanne, 1950
- Bernard Girard, Michel Jaffrenou, Paronia Polka[30]
- Roland Sabatier, Hypergraphie (in O, n° A, février-mars 1965), 1965

Dans les années 2020, les ventes de romans graphiques explosent en France. Ses amateurs semblent être les mêmes que les amateurs de littérature.

#### Italie
Notons les récits de Hugo Pratt dont La Ballade de la mer salée (1967-1969), mais aussi les romans graphiques de Guido Buzzelli, dont La Révolte des ratés, Les Labyrinthes et Zil Zelub, publiés dans Charlie Mensuel entre 1970 et 1972.
Dans les années 1980, les expériences du long récit de (À suivre) et la narration expérimentale des Humanoïdes associés affectent de manière d'autant plus sensible la bande dessinée italienne. En particulier, sous l'impulsion de magazines innovateurs comme Cannibale et Frigidaire, mais aussi grâce au groupe Valvoline Motorcomics (composé par lgort, Brolli, Giorgio Carpinteri, Marcello Jori, Lorenzo Mattotti et Jerry Kramzky) la forme du roman graphique se propage. À cette époque paraîtront les romans graphiques Feux (1984) de Lorenzo Mattotti, Baobab (1984) de Igort, Pompeo (Editori del Grifo, 1987) de Andrea Pazienza, Bab El-Mandeb (magazine Corto Maltese, 1986) et Siberia (Corto Maltese, 1987) de Attilio Micheluzzi et Roy Mann avec Tiziano Sclavi (scénario), Un été indien (Corto Maltese, 1983-1985) et El Gaucho (Il Grifo, 1991-1994) de Hugo Pratt et Milo Manara.
Après une période de crise dans les années '90, le roman graphique donnera une nouvelle impulsion à la bande dessinée italienne. On pourrait citer 5000 kilomètres par seconde et L’Entrevue de Manuele Fior, ainsi que Ma vie mal dessinée et La Terre des fils de Gipi.

#### Ouvrages
- (en) Danny Fingeroth, The Rough Guide to Graphic Novels, Londres, Rough Guides, 2008,, 304 p. (ISBN 978-1-84353-993-3).
- Joseph Ghosn, Romans graphiques : 101 propositions de lectures des années soixante à deux mille, Marseille, Le Mot et le reste, 2009, 269 p. (ISBN 978-2-915378-98-6).
- (en) Paul Gravett, Graphic Novels : Stories to Change you Life, Londres, Aurum Press, 2005, 192 p. (ISBN 1-84513-068-5).
- Harry Morgan, Principes des littératures dessinées, Angoulême, L'An 2, 2003, 399 p. (ISBN 2-84856-014-2)
- Thierry Groensteen, « Roman graphique », Neuvième Art 2.0,‎ septembre 2012 (ISSN 2108-6893, lire en ligne).
- Thierry Groensteen, Un objet culturel non identifié, Angoulême, L'An 2, novembre 2006, 208 p. (ISBN 2-84856-078-9).
- Thierry Smolderen, « Graphi cnovel / roman graphique : La construction d'un nouveau genre littéraire », Neuvième art, no 14,‎ janvier 2006, p. 11-18.
- Jean-Philippe Martin, « Les romanciers de la bande dessinée », Neuvième art, no 14,‎ janvier 2006, p. 20-25.

#### Articles
- Cécile Lecoultre et Thierry Groensteen (interviewé), « En 1978, Will Eisner signe l'invention officielle du terme « roman graphique »... », Tribune de Genève,‎ 24 novembre 2018
- Lisbeth Koutchoumoff Arman et Thierry Groensteen (interviewé), « "La bande dessinée est une forme de littérature" », Le Temps,‎ 4 décembre 2018
- (en) Jean-Matthieu Méon, « Will Eisner and the evolution of the graphic novel », The Conversation,‎ 3 mars 2017 (lire en ligne)